# Île Fousset (île)
Pour les articles homonymes, voir Fousset et île Fousset.
L'Île Fousset est une île de Guinée,, appartenant à l'archipel des îles de Loos. Elle est située dans la région de Conakry, dans la partie ouest du pays, 18 km au sud-ouest de Conakry, la capitale du pays.
Le nom d'île Fousset a probablement été donné en hommage au lieutenant-gouverneur du Soudan français entre  1931-1935, Louis Jacques Eugène Fousset.